# ドゥマーギーン・ソドノム
ドゥマーギーン・ソドノム（ドゥマーギイン・ソドノム、ドマーギン・ソドノム、モンゴル語: Думаагийн Содном、ラテン文字転写の例：Dumaagiin Sodnom、1933年7月14日 - ）は、モンゴル人民共和国の政治家。1984年から1990年まで、モンゴル人民共和国閣僚会議議長（首相）を務めた。

## 経歴・人物
1933年7月14日、ドルノゴビ県ウルゲンに誕生する。1942年に東モンゴルのヘンティー県バヤンムンフ郡に移り、小学校に入学する。1946年にウランバートルに上京し、当初、芸術関係の学校に進学する予定であったが、叔父が学んでいた財政・経済専門学校（テクニカルカレッジ）予科に入学する。1950年に「国家付き会計士」の資格を取得し財政・経済専門学校を卒業した。卒業後は大蔵省に採用され、監査局監査官として4年間勤務した。また、大蔵省勤務中に10年制第2学校夜間部で学び1953年に卒業した。1954年にはモンゴル人民革命党に入党した。1954年にソ連に留学し、イルクーツク財政・経済高級学校（イルクーツク財務学院）で経済学を学び、1958年7月にヴェーラ夫人と結婚。同年8月に同校を修了した。
帰国後は大蔵省に復職し、通貨課長を経て、1963年に30歳の若さで蔵相に任命される。1969年に国家計画委員会第一副議長を経て、1972年に同委員会議長。1974年に閣僚会議副議長（副首相）に就任する。
1984年12月12日、閣僚会議議長（首相）に就任する。この年にユムジャーギーン・ツェデンバルが失脚し、ソドノムの盟友でもあったジャムビィン・バトムンフが政権を握ると、ソドノムは人民革命党政治局員にもなり、名実共にバトムンフに次ぐナンバー2になった。ソドノムはバトムンフと共に体制内改革に着手するが、1989年から1990年にかけて行われたモンゴル民主化運動により、1990年3月21日に首相と党政治局員を辞任した。
首相辞任後は、1990年から2001年までカザルィン・トス石油会社の取締役を務めた。また、その間、1992年には、ポンツァギーン・ジャスライ首相の顧問を務めた。

## 対日関係
日本との関係では、首相時代の1990年3月にモンゴルの首脳として初めて来日している。その後も日本・モンゴル関係促進協会会長を務めている。2005年には日蒙友好親善関係に尽くした功労で旭日大綬章を受章している。